# Three Faiths Forum
Three Faiths Forum je v Londýně založené Abrahámovské fórum pro náboženský dialog mezi židy, křesťany a muslimy. Bylo založeno v roce 1997 na podporu přátelství, dobré vůle a porozumění mezi lidmi tří abrahámovských náboženství.
Jedním z oblastí působnosti Fóra praxe mezi zástupci je ustavování místních skupin, kde se zástupci islámu, křesťanství a židovského náboženství mohou setkávat a sdílet společné zájmy a zkušenosti. Vedle množství místních skupin existuje také sdružení právníků a lékařská pracovní skupina.
Mládežnická odnož '3ff', založená v roce 2006 za podpory vládního grantu, se zaměřuje na osvětu a rozšiřuje poznatky fóra do škol, mládežnických skupin a na univerzitách. Na textu založená vzdělávací práce přechází ve společnou činnost: čtení tetických pasáží ze Starého a Nového zákona Bible a z Koránu, což je následně doprovázeno společenskou činností, ztvárněno umělecky nebo při ekologických aktivitách. 